# 2-я Мытищинская улица
Втора́я Мыти́щинская улица — улица на севере Москвы в Алексеевском районе Северо-Восточного административного округа, между железнодорожными линиями Октябрьской железной дороги и 1-й Мытищинской улицей. Названа в конце XIX века по старинному Мытищинскому водопроводу, по которому питьевая вода доставлялась в Москву из Мытищ.

## Расположение
2-я Мытищинская улица начинается от Дроболитейного переулка вблизи от Крестовского моста, проходит на юго-восток слева вдоль Пятницкого кладбища, а справа вдоль линий Октябрьской железной дороги (платформа «Рижская») и Алексеевской соединительной линии (платформа «Ржевская») напротив Водопроводного переулка, налево от неё отходит 1-я Мытищинская улица. Заканчивается в промышленной зоне на пересечении железнодорожных линий Петербургского и Ярославского направлений.

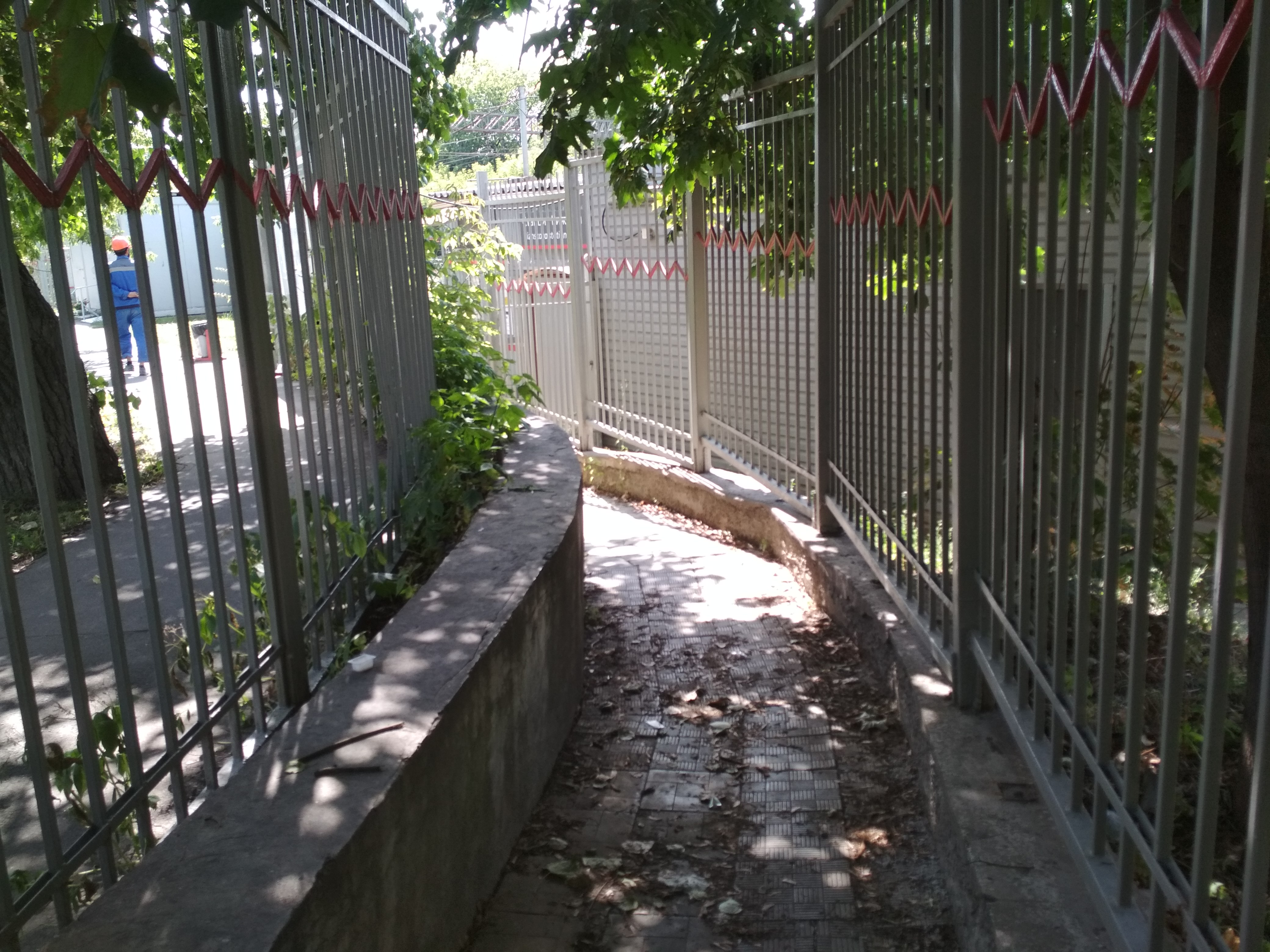
Спуск к Рижской (бывшей «Ржевской»)

## Учреждения и организации
- Дом 2 — Промэлектросбыт; НПО Гидромаш;
- Дом 2, стр. 1 — Фирма «Шевалье.ру»;
- Дом 2, стр. 10 — текстильная компания «Эльф».